# Sophia Eleonora van Saksen

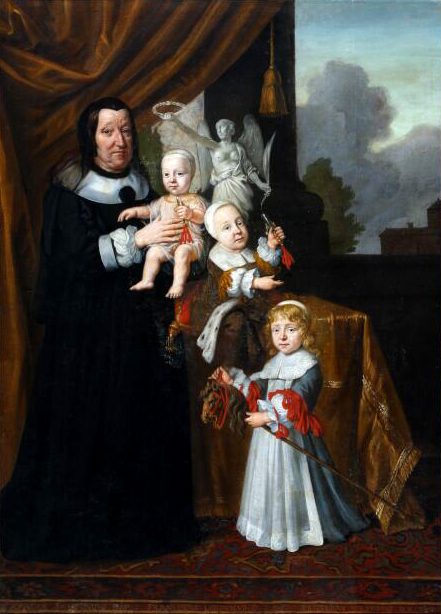
Sophia Eleonora van Saksen op 58-jarige leeftijd met drie van haar kleinkinderen.

Sophia Eleonora van Saksen (Dresden, 23 november 1609 - Darmstadt, 2 juni 1671) was een dochter van Johan George I van Saksen en Magdalena Sybilla van Brandenburg. Zij werd door haar huwelijk landgravin van Hessen-Darmstadt.

## Biografie
Zij trouwde in 1627 met George II van Hessen-Darmstadt. Ze kreeg ten minste veertien kinderen: drie zoons en elf dochters.  Eén zoon en drie dochters stierven jong. Van haar is bekend dat ze een voor die tijd grote bibliotheek opbouwde van ten minste 380 titels, veelal over geestelijke onderwerpen.  Zij verwierf ook de Thesaurus Pictuarum van Marcus zum Lamm,  een meerdelig werk met teksten en illustraties over gebeurtenissen uit die tijd.  De boekencollectie van Sophia Eleonora is nu in het bezit van de Universiteitsbibliotheek in Darmstadt.

## Nakomelingen
- Lodewijk VI van Hessen-Darmstadt (1630-1678)
- Magdalena Sybilla (1631-1651)
- George van Hessen-Itter (1632-1676)
- Sophia Eleonora (1634-1663), in 1650 gehuwd met landgraaf Willem Christoffel van Hessen-Homburg-Bingenheim (1625-1681)[4]
- Elisabeth Amalia Magdalena (1635-1709), in 1653 gehuwd met paltsgraaf Filips Willem van de Palts (1615-1690)
- Louisa Christiana (1636-1697), in 1665 gehuwd met graaf Christoffel Lodewijk van Stolberg-Stolberg (1634-1704)
- Anna Sophia (1638–1683), abdes van Stift Quedlinburg[5]
- Henriette Dorothea (1641-1672), huwde in 1667 met graaf Johan II van Waldeck-Landau
- Augusta Philippina (1643-1672)
- Maria Hedwig (1647-1680), in 1671 gehuwd met hertog Bernhard I van Saksen-Meiningen (1649-1706).